# Mick Jagger
Sir Michael Philip "Mick" Jagger MBE (f. 26. juli 1943) er en engelsk rockmusiker, skuespiller, sangskriver, plade- og filmproducer og forretningsmand. Han er mest kendt for at være forsanger og medstifter af bandet The Rolling Stones.

## Begyndelse
Jagger blev født ind i en middelklassefamilie på Livinstone hospital, Dartford, Kent, England. Hans far, Basil ”Joe” Jagger (f. 6. april 1913- d. 11. november 2006), og hans farfar, David Ernest Jagger, var begge lærere. Hans mor, Eva Ensley Mary Scutt (d. 13. april 2000), en australier der emigrerede til England, var et aktivt medlem af det Konservative Parti (UK). Jagger var den ældste af to sønner. Han har en bror, Chris (f.5. august 1949), og blev opdraget til at følge i sin fars fodspor. 
Ifølge ham selv i bogen Ifølge The Rolling Stones fortæller han: ”Jeg har altid været sanger. Jeg sang hele tiden som barn. Jeg var et af de børn, som bare kunne lide at synge. Nogle børn synger i kor, andre kan lide at spille op foran spejlet. Jeg var med i kirkekoret, men elskede også at lytte til sangene i radioen – BBC eller Radio Luxemburg - eller se dem på tv eller i biografen.”
Han gik på Dartford Grammar School, hvor han fik høje karakterer i tre fag. Efter det kom han på London School of Economics. Han studerede økonomi, men droppede ud efter mindre end et år, uden at tage nogle eksaminer, for at koncentrere sig om sin drøm om en musikkarriere. Rygtet siger, at skolen bad Mick om at forlade School of Economics efter et uheld, hvor han kørte rundt på en motorcykel indenfor i biblioteket. Dog holdt han længe fast i skolen ved at komme nogle få timer om ugen, så han ikke blev smidt ud. Forældrene ville blive skuffede, hvis de vidste, at han brugte det meste af sin tid på at få et band på benene. 
Hans beslutning om at droppe ud af universitet i 1962 glædede ikke hans mor, og hans far accepterede det kun modvilligt. I interview har han fortalt, at han ikke kunne bebrejde sine forældre deres tvivl. Han tvivlede også selv på, at en livslang musikkarriere var mulig. 
Som student besøgte Jagger jævnligt The Firehouse, en klub i London. Som nittenårig begyndte Jagger at optræde der offentligt. Ligesom Keith Richards og de andre i The Rolling Stones havde Jagger ikke modtaget nogen form for undervisning i musik, og kunne ikke læse noder. Han besøgte også hyppigt klubber som den berømte Marquee Club eller The Ealing Club og beundrede den samme slags musik som Brian Jones og Keith Richards. ”Jeg havde en del venner, der havde deres egen pladesamling, så vi plejede at gå til deres huse for at høre dem… Vi spillede hvad som helst – det er sådan du lærer…” Jagger har fortalt, at Elmore James var en af de første favoritter bandet havde. Ligesom de fleste ting fra Chess Records i Chigago var blandt favoritterne. 
Mens Jagger kendte Keith Richards fra skolen blev de ikke rigtige venner, før de mødtes mens de ventede på toget, hvor Richards så, at Jagger havde nogle bluesplader under armen, og de tog sammen hjem for at høre dem. Snart derefter dannede de bandet.
Foruden Jagger og Richards bestod gruppen, som fik navnet efter Muddy Waters' sang Rollin’ Stone, af Ian ”Stu” Stewart, Brian Jones og Charlie Watts. Stu blev dog droppet af manageren Andrew Loog Oldham, fordi han ikke passede ind i det image, Oldham ville skabe. Men Stu turnerede stadig uofficielt med bandet som pianist indtil sin død i 1985. 
Det var også Oldham, der insisterede på, at Jagger kaldte sig for ”Mick”, i stedet for ”Mike”. Et navn, han stadig brugte mellem sine venner. Men det var ikke alle, der kaldte ham det. For eksempel kaldte John Lennon ham Michael i filmen The Rolling Stones rock and roll Circus fra 1968.

## The Rolling Stones
Jagger var ikke en øjeblikkelig succes som forsanger for The Rolling Stones. Efter hans egne udtalelser var han i starten en stiv og klodset skoledreng foran et publikum. Men da de selv lærte at skrive og spille sange, ved at kigge efter hvordan de andre gjorde det, udviklede Jagger en stærk personlighed på scenen. Da The Rolling Stones begyndte at spille live over hele England sammen med blandt andre Ike og Tina Turner, lærte Jagger fra dem ved at se, hvordan de klarede et stort publikum, og udviklede hurtigt sin egen unikke stil. Med hensyn til sangskrivning blev Richards hans faste partner, hvilket medførte et meget stærkt venskab. 
Brian Jones blev mere isoleret i bandet, da han ikke var i stand til at bidrage med noget til sangskrivningen. Mick Jaggers kæreste i 1960'erne, sangerinden Marianne Faithfull, har dog senere sagt, at Brian var et enormt talent, som blev frosset ud af Jagger og Richards. Hvorvidt dette er sandt i sangskriversammenhæng står uvist, men det var Brian, som bidrog med den flotte musik til Ruby Tuesday.

### Årene i London
I 1967 blev Jagger og Richards arresteret og sigtet for besiddelse af stoffer efter en razzia i Richards hus, Redlands. Det fik megen offentlig opmærksomhed. Det er blevet påstået at man fandt en nøgen Marianne Faithful kun dækket af et skindtæppe. Ydermere blev det påstået, at Jagger, da politiet var på trapperne, var i færd med at spise en marsbar af Faithfulls vagina. Dette er dog højst sandsynligt overdrevne rygter. 
Det blev senere afsløret at tippet til razziaen kom fra nogle journalister, der arbejdede for News of the world, og som var i gang med at lave en serie om brugen af stoffer mellem de engelske stjerner.
I en af de rapporter blev det påstået, at Jagger havde tilbragt en aften i en klub i London, sammen med nogle journalister med hvem han åbenlyst diskuterede sit stofmisbrug, og bagefter havde tilbudt dem at tage med ham hjem for at ryge en fed. Da det blev offentliggjort, blev det åbenlyst, at den uheldige journalist havde taget fejl af Brian Jones og Mick Jagger. Hvorefter Mick sagsøgte avisen News Of The World for ærekrænkelse. 
Alligevel var denne aktion med til at vanskeliggøre hans og Richards efterfølgende arrestation. Retssagen var forsidestof over hele verden. Selv om Jagger påstod, at de piller der var blevet fundet hos ham, var receptpligtig medicin, blev de alligevel begge fundet skyldige. Jagger blev idømt 3 måneders fængsel, mens Richards kunne se frem til et helt år, da han også havde lagt hus til ulovlighederne.
Fængselsstraffene var årsag til at stort ramaskrig over hele verden. Det var også grunden til den berømte skribent William Rees-Mogg, forlægger af The Times, skrev lederen i protest mod Jagger og Richards fængsling: Who breaks a butterfly upon a wheel (dansk: Hvem knuser en sommerfugl under et hjul? ). I den hævdede Rees-Mogg at grunden til at Jagger og Richards blev straffet var at de var kendte og derfor et godt mål, og at deres fængselsstraffe var hårdere end hvis de havde været anonyme. Deres domme blev senere omstødt i appelsagerne, og de blev efterfølgende løsladt. Kun Robert Fraser, en kunsthandler, skulle sidde inde i 6 måneder. 
Det var også i den periode at Jagger blev den aktive leder af The Rolling Stones, da grundlæggeren Brian Jones blev mere og mere uduelig, fordi han var kommet ind i en ond cirkel af stoffer. Jones blev fyret af bandet i juni 1969, og kun en uge efter druknede han i sin swimmingpool. (Der går rygter om, at han blev myrdet af en ven pga. et økonomisk mellemværende.)

### International succes
Efter bandets bitre brud med deres anden manager, Allen Klein, overtog Jagger kontrollen over forretningerne og har siden administreret dem sammen med sin ven og kollega, Prince Rupert von Lowenstein. I 2005 udgav de albummet A Bigger Bang med sangen Sweet Neo Con hvor Jagger åbenlyst angriber George W. Bush . 
I februar 2006 skulle de optræde til super bowl, og Jagger blev spurgt, om han ville undlade de ord, som havde en seksuel betydning i de to sange, han skulle synge, fordi der ville være en masse børnefamilier til stede. Han gjorde det ikke, så i stedet blev hans mikrofon afbrudt i de få sekunder han sagde dem.

### Scenen
Ofte omtalt som den største frontmand i rock’n’roll historien, bliver hans scenefremtræden ofte kopieret. En utrættelig kunstner som hyppigt løber og hopper på scenen mens han synger. Fra sent i 1960erne til omkring midt i 1970erne optrådte han ofte, som om han var besat af musikken. Én egenskab er dog blevet almindelig inden for det sidste årti, og det er hans tendens til at spankulere fra den ene ende af scenen til den anden ende. Selv om han er sidst i 60erne ser det ikke ud til, at Jagger kan stå stille på en scene. 
Gennem koncerterne bliver der nogle gange smidt tøjstykker op på scenen af publikum, men det bliver som reglen smidt ned igen. Undtaget er bh'er, som Jagger ofte propper i lommen for sjov. Jagger skifter jævnligt sine bluser ud gennem koncerterne, men beholder som reglen de samme bukser på gennem hele showet.

## Skuespil og filmproduktion
Jagger er også skuespiller. Mest kendt fra filmene Performance af Nicolas Roeg i 1968 og Ned Kelly fra 1970. 
I de tidlige 1980ere blev han tilbudt hovedrollen i Werner Herzogs film Fitzarraldo. Desværre var der en del forsinkelser med optagelserne, så Jagger var ikke i stand til at gøre filmen færdig, fordi han skulle på tourné. Nogle af hans scener kan ses i dokumentaren: Burden of dreams. De seneste film, han har medvirket i, er: Freejack 1992,  Bent 1997, og The Man from Elysion fields fra 2002.
I 1995 grundlagde han sammen med Victoria Peaman Jagged films. Han forklarede det sådan: ” At starte mine egne projekter i stedet for at følge andres, og være mere involveret i småtingene og lave musikken.” Den første film blev udgivet i 2001 og var Enigma, en 2. verdenskrigsfilm. 
I 2007 blev det offentliggjort af Paramount Pictures, at Jagger ville lave en film sammen med Academy Award-vinderen Martin Scorsese.

## Privatliv og offentligt image
Mick Jagger er blevet meget kendt for sine forhold til smukke kvinder. For eksempel til sangerinden/skuespillerinden Marianne Faithful i midten af 1960erne. 
Han har syv børn med fire forskellige kvinder, og har været indblandet i mange skandaler gennem årene. Ud over at have mange officielle og kendte forhold er han også blevet kædet sammen med blandt andre: Carly Simon, Uma Thurman, Kate Moss, Cindy Crawford, Madonna og Angela Bowie. 
Mick Jaggers første barn blev født da han var 27 år gammel. Moderen, sangerinden Marsha Hunt, fødte den 4. november 1970 datteren Karis Jagger. Parret var ikke gift, og blev ikke sammen ret lang tid efter fødslen, da Jagger stiftede bekendtskab med aktivisten Bianca Pérez-Mora Macías.
Den 12. maj 1971 giftede Mick Jagger sig med Bianca Pérez-Mora de Macías , senere kendt som Bianca Jagger. Hun var en social og politisk aktivist, der havde studeret statskundskab og fransk litteratur. Hun var ukendt før hun blev gift med Mick Jagger. Senere samme år fødte Bianca sit første og Jaggers andet barn. Datteren Jade Jagger blev født den 21. oktober 1971 i Paris, og hun boede sammen med sine forældre i Frankrig og London. Jagger var sammen med Bianca glade for at feste meget. De var tit gæster i den berømte klub Studio 54. 
Jagger og Bianca blev separeret i 1979, og skilt i 1980. 
Efter sin separation fra Bianca blev Jagger involveret i den engelsk-amerikanske supermodel Jerry Hall sent i 1970erne. Rygtet siger, at Jerry var den anden kvinde, selv om hun på det tidspunkt var forlovet med Bryan Ferry, og den egentlige grund til, at Mick og Bianca blev skilt. Faktisk mødte Jagger allerede Jerry Hall i 1976, hvorefter de hurtigt indledte et forhold. Det kom dog til at tage nogen tid, før det var helt 'legalt', da Hall skulle bryde med Bryan Ferry, og Jagger skulle skilles; noget, han ikke var begejstret for, da det ville betyde et anseligt hustrubidrag. 
Hall optrådte på mange af Jaggers albumcovers, og de havde planer om at gifte sig.
I 1984 fødte Jerry parrets første barn. Det var den 2. marts 1984 at datteren Elizabeth Scarlett Jagger kom til verden i London. Hun fik kælenavnet Lizzy. Snart efter kom deres andet barn sammen. Den 28. august 1985 kom James Leroy Augustin Jagger til verden. Det var også det år hvor Jagger kom med den berømte udtalelse om, at ægteskab med Hall ville give ham klaustrofobi. Alligevel giftede de to sig den 21. november 1990 under en ferie på Bali. Den 12. januar 1992 kom så deres anden datter, det tredje barn i alt for parret, til verden. Georgia May Ayeesha Jagger blev hendes navn. Deres fjerde og yngste barn er sønnen Gabriel Luke Beauregard Jagger. Han blev født den 9. december 1997.
Jerry Hall blev separeret fra Mick Jagger i 1998, da supermodelen Luciana Gimenez påstod at hun ventede Jaggers barn. Hall søgte senere skilsmisse da en DNA prøve viste at Jagger rigtignok var far til Lucianas barn. Rygtet siger, at affæren mellem de to havde stået på i et stykke tid, inden der skete noget. Lucianas og Mick Jaggers søn, Lucas Morad Jagger, kom til verden den 17. maj 1999.
I løbet af skilsmissen fandt man ud af, at Hall aldrig rigtig havde været gift med Mick. Deres hinduvielse på stranden i Bali var ikke registreret under den engelske lov, så den var ikke gyldig. Derfor blev der ingen skilsmisse.I stedet fik Hall ægteskabet annulleret i 1999, og endte dermed et 22 år langt forhold. Hall har altid hævdet, at Mick er en fantastisk far, og god ven af hende. De havde i en længere periode hus lige ved siden af hinanden på Richmond Hill i London, og Hall siger at de kommer bedre ud af det sammen nu, end da de var sammen. Efter deres skilsmisse fortsatte Mick ikke sit forhold til Luciana, men han fortsatte med at forsørge hende og se sin søn. Gimenez lever sammen med sin søn i New York og Brasilien. 
Da Mick Jagger ankom til Grammy Awards i 2005 havde han en ny kvinde ved sin side, den et hoved højere amerikanske designer og tidligere model, L’Wren Scott, og Jagger fortalte at hun var hans "hovedperson af interesse" , og de var sammen til hendes død den 17 marts 2014. 
De to mødtes i 2003 under en videoindspilning. For et års tid siden købte Mick Jagger et stort hus i Chelsea i London til parret. Til at begynde med havde han stadig adresse på Richmond Hill ved siden af sin ekskone, men hun skal efter sigende have ønsket at han flyttede, efter forholdet mellem ham og L'wren Scott blev kendt. Der er endnu ikke bryllupsklokker (mon ikke Mick Jagger vægrer sig?), men L'wren Scott har en stor diamantring på sin finger. Rygtet siger, at forholdet mellem de to går så godt bl.a., fordi L'wren skal have sagt til Jagger, at hun er ligeglad med, om han ser andre kvinder. Det får ham tilsyneladende til at holde sig tilbage.

### Ridder
I en alder af 60 år blev Mick Jagger slået til ridder af Prins Charles. Det skete den 12. december 2003 for hans store indflydelse i musikken. Han havde et designerjakkesæt på, og hvide sneakers. Han ankom sammen med sin 90-årige far, Joe, og døtrene Karis og Elizabeth.
Jaggers far døde den 11 november 2006 af lungebetændelse. Jagger aflyste nogle koncerter i A Bigger Bang touren i Nordamerika, for at være til stede ved begravelsen.